# Combat de Tin Telout
Guerre du Mali
Batailles
Le combat de Tin Telout a lieu le 11 mai 2015 lors de la guerre du Mali et est une embuscade tendue par des rebelles de la CMA à un convoi de l'armée malienne entre Tombouctou et Goundam.

## Déroulement
Le matin du 11 mai 2015, une mission de ravitaillement comprenant huit véhicules défendus par des militaires de l'armée malienne quitte la ville de Goundam et se porte en direction de Tombouctou,. Mais à environ 9 heures 30, arrivés près de Tin Telout, les Maliens tombent dans une embuscade tendue par les rebelles de la Coordination des mouvements de l'Azawad (CMA),,. Les combats ont lieu près de Tin Telout, un village touareg situé à 30 kilomètres de Tombouctou et peut-être également à Acharane, situé de son côté à 45 kilomètres,. L'AFP indique que d'après une source militaire au sein de la MINUSMA, l'embuscade a été minutieusement préparée par les rebelles, à bord de quatre véhicules. Une dizaine de civils se retrouvent également pris dans les échanges de tirs, mais qu'aucun n'est blessé.

## Pertes
Les premiers bilans, donnés à l'AFP sous couvert d'anonymat par une source militaire et le responsable d'une ONG de Tombouctou, font état de huit militaires tués, dix autres blessés et deux véhicules maliens et un véhicule rebelle détruits. De son côté, un porte-parole de la CMA affirme à l'agence Reuters que l'embuscade a fait environ 20 morts.
Finalement dans la soirée, le Ministre malien de la Défense et des Anciens Combattants annonce que les pertes de l'armée sont de neuf tués et quatorze blessés,. Puis le 12 mai, la CMA affirme de son côté dans un communiqué que ses forces n'ont subi aucune perte, tant humaine que matérielle, elle affirme que trois véhicules maliens ont été récupérés, deux autres détruits et estime les pertes des militaires maliens à environ 30 tués ou blessés
La MINUSMA dénonce de son côté une nouvelle violation du cessez-le-feu, elle appelle à la fin des combats et demande aux rebelles de se retirer sur leurs positions initiales. Les combats ont alors eu lieu quatre jours avant la signature prévue d'un accord de paix le 15 mai,.